# Оппенгейм, Макс фон
Макс фон Оппенгейм, барон фон Оппенгейм, Оппенхайм (нем. Max Freiherr von Oppenheim; 15 июля 1860, Кёльн — 15 ноября 1946, Ландсхут) — немецкий дипломат, востоковед и археолог на Ближнем Востоке. Во время Первой мировой войны выдвигал идею поднятия восстаний мусульманского населения в Индии и Египте против британских властей под лозунгами джихада. Считается «последним великим археологом-любителем». Его археологическая коллекция искусства халафской культуры была уничтожена во время бомбардировок Берлина в 1943 году, ныне частично восстановлена.

## Биография

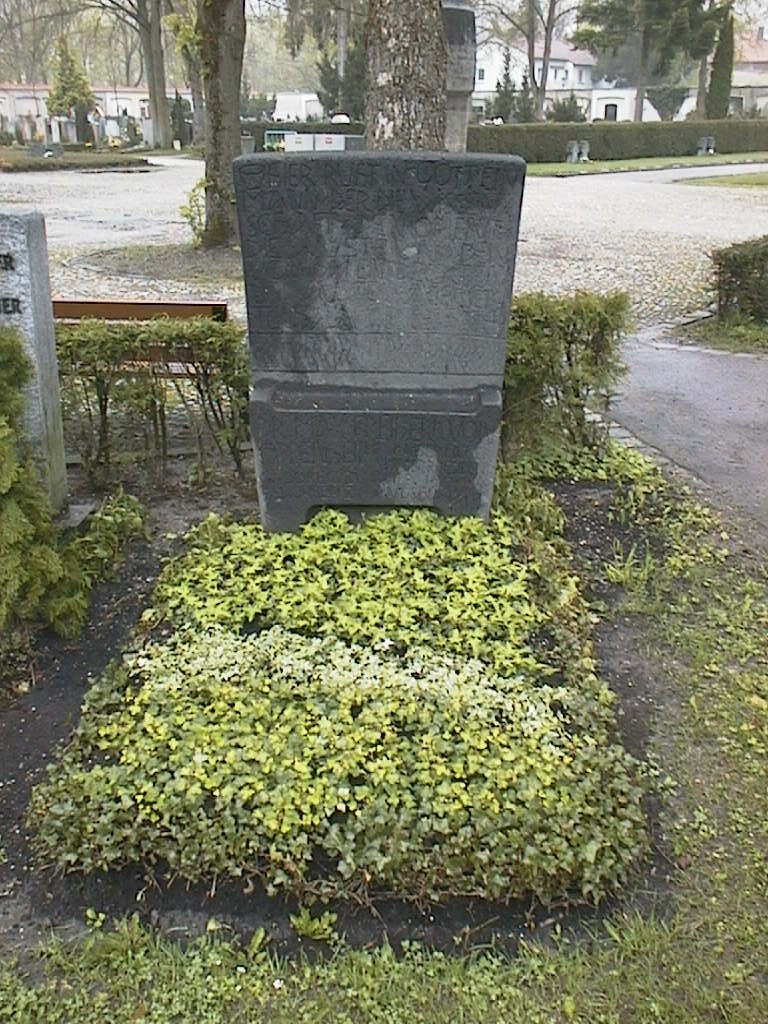
Могила Макса фон Оппенгейма в Ландсхуте

Один из пятерых детей кёльнского банкира Альберта фон Оппенгейма (принявшего католичество еврея из рода Оппенгеймов) и Полины Энгельс.
В 1879 году поступил на факультет права в Страсбургский университет. В 1883 году получил степень доктора права. В 1891 году сдал асессорский экзамен в Кёльне. В следующем году он отправился в Каир с целью изучать арабский язык.
В 1893—1895 гг. фон Оппенхайм совершил несколько экспедиций в Восточную Африку и на Ближний Восток, где выполнял дипломатические функции. В 1896 году он был назначен атташе при немецком Генеральном консульстве в Каире, а в 1910 году министром-резидентом в Каире.
В ноябре 1899 года, проводя исследование местности для проведения железнодорожного пути из Багдада в Берлин, Оппенгейм обнаружил археологическое поселение на холме Тель-Халаф, по которому была впоследствии названа «халафская культура». С 1910 по 1913 он руководил раскопками на Ближнем Востоке и продолжил их после войны в 1927 и 1929 годах. Привезённые им трёхметровые статуи и золотые украшения привлекли значительное внимание публики. В отличие от многих других археологов-любителей, он был сравнительно аккуратен при раскопках и привлекал к экспедициям специалистов (в том числе архитекторов).
Во время Первой мировой войны Оппенгейм работал в министерстве иностранных дел в Берлине, где он основал так называемое Агентство восточных новостей (Nachrichtenstelle für den Orient) и издавал журнал «Джихад» для распространения в арабских странах. Он продвигал идею возбуждения исламского населения на Ближнем Востоке на борьбу против Англии под лозунгами джихада, стремясь стать немецким аналогом Лоуренса Аравийского (с которым был лично знаком).
В 1939 году он предпринял последнюю поездку в Сирию благодаря поддержке Германа Геринга.
25 июля 1940 года он написал Теодору Хабихту меморандум в поддержку нацистского вторжения в Северную Африку. Теперь он не предлагал использовать ислам в качестве рычага немецкого влияния. Во время Второй мировой войны Оппенгейм жил в Берлине, согласно нацистским законам лишившись возможности занимать государственные посты из-за еврейского происхождения. Здесь в заброшенных фабричных корпусах он разместил выставку искусства из Тель-Халафа, предметы которой принадлежали ему как частному лицу. В 1943 году корпуса выставки были уничтожены бомбёжкой союзников.
Осенью 1943 года Оппенгейм переехал в Дрезден, а в 1946 году умер в Ландсхуте от пневмонии, не оставив потомков.
Многочисленные фрагменты тель-халафских находок коллекции Оппенгейма оказались в музейных запасниках Пергамского музея в Восточном Берлине. В первой половине 2000-х годов была проведена работа по их восстановлению и новые выставки коллекции.